# Eugenia earhartii
Eugenia earhartii là một loài thực vật có hoa trong Họ Đào kim nương. Loài này được Acev.-Rodr. mô tả khoa học đầu tiên năm 1993.